# Little Big Adventure 2
 Little Big Adventure (LBA 2) é um jogo eletrônico de ação-aventura, para computador, desenvolvido pela Adeline Software International, o jogo apresenta vídeos e músicas de alta qualidade, e cenários e personagens em 3D. Teve uma versão preview no final do ano de 1996, depois foi liberado pela Eletronic Arts em 31 de Maio de 1997 na Europa com algumas mudanças. Posteriormente, foi lançado pela Activision em 14 de Junho de 1997 na América do Norte e no Brasil, com o nome de Twinsen Odyssey. Em Agosto de 1997, foi a vez da Virgin Interactive criar as versões em Japonês e em Inglês para a Ásia, também com o nome de Twinsen's Odyssey. Little Big Adventure 2 teve mais de 600.000 cópias vendidas em todo o mundo.
Twinsen's Odyssey é uma sequência do jogo Little Big Adventure (também conhecido como Relentless: Twinsen's Adventure).

## História
A introdução do jogo segue: (traduzido)
| “ | "Olá! Eu sou Twinsen, o herói desta aventura. Você consegue me ver neste quadro com minha namorada Zoé? Aquele é meu grande amigo Dino-Fly à direita, e, neste belo retrato, você vê Sendell, nossa deusa do bem, que respira a vida em tudo. Graças ao medalhão e aos poderes mágicos que ela me deu, eu pude salvar nosso belo planeta Twinsun. Eu tive que investigar todas as ilhas para achar Zoé e impedir que o mundo fosse destruído. O terrível ditador FunFrock teve o planeta em suas mãos - até eu aparecer. (pausa) Yep, eu estou orgulhoso em dizer que eu e Zoé temos boas notícias: em breve nós estaremos ouvindo os passos de pequenos pés, então temos que deixar tudo pronto! Nosso mundo vive em paz hoje em dia, tudo calmo, e agora temos todos nosso lugar ao sol." | ” |

Depois que Twinsen derrotou FunFrock no final de Little Big Adventure 1, Twinsun virou um lugar pacífico. Tudo calmo. Até que de repente, um tempestade pairou sobre a Ilha da Fortaleza. A primeira tarefa de Twinsen é ajudar o Mago do Tempo, a dissolver as nuvens e diminuir a tempestade. Após a tempestade, criaturas estrangeiras denominadas Esmers aterrissam com suas naves no planeta. Eles dizem que são amigos, mas logo fica claro que eles querem algo a mais do que simplesmente visitar e trocar informações sobre suas culturas.
A partir daí o jogo se desenrola.

## O jogo
Little Big Adventure 2 tem duas modalidades de visão - para vista ao ar livre de perspectiva das cenas é usado gráficos de computador a 3D, e para cenários "indoor" (dentro de casas, lojas...) é usado o sistema de gráficos isométricos  3D. O campo de jogo é girado em 45ª (ângulo). Todos os personagens e veículos são em um 3D baseado em gráficos poligonais, permitindo ações cheias de rotações e movimentos. O campo de jogo é divido em cenas (apenas um bloco pequeno de jogo é ativo), e quando o jogador se retira da cena, o jogo é automaticamente salvo em um arquivo chamado AUTOSAVE.LBA. Entretanto, ao contrário de Little Big Adventure, o jogo pode ser salvo em qualquer estado.
Após uma sequência de cenas, o jogo mostra um "Full Motion Vídeo" (expressão em inglês para vídeo de alta qualidade). Todos os textos do jogo são falados pelos personagens.
O mundo de LBA é extremamente grande e variado para um jogo de sua época. Há 3 "planetas" a visitar: Twinsun, Zeelich - que contém suas ilhas - e a Lua de Esmeralda, cada um com seu próprio estilo gráfico exclusivo. No jogo também há pequenas missões opcionais, que deixam o personagem mais personalizado.
Essencialmente, cada personagem do jogo interage de um jeito diferente, e responderá de um jeito diferente quando Twinsen falar com eles.
O gênero do jogo é classificado como jogo de aventura. Entretanto, ele combina os gêneros Arcade e RPG, o que torna o jogo diferente de todos os outros jogos de aventura. A jogabilidade é parcialmente livre, porque o jogador é privado de várias ilhas de Twinsun que eram antes disponíveis em LBA. Também é impossível ao jogador viajar entre os planetas fazendo seu próprio curso, pois o caminho é feito automaticamente.
A interatividade com o mundo é importante em LBA 2. A conversa é possível com quase todos os personagens, e os inimigos normalmente estão executando tarefas quando o bloco de jogo é ativo.

## Jogabilidade
Como em Little Big Adventure, o jogador controla Twinsen pelas setas do teclado. Twinsen retem também um jogo com quatro comportamentos (normal, esportivo, agressivo e discreto). Durante o jogo, modalidades novas de comportamento aparecem para permitir o jogador que utilize rapidamente os artigos que coletar. Quando o jogador carrega o "Protopack" por exemplo, o menu de comportamentos acrescenta uma lista vertical de comportamentos, para que se possa acessar o "protopack" rapidamente.
Twinsen tem também um inventário para que ele possa armazenar os objetos que encontra. Cada objeto tem seu próprio lugar no inventário que é atribuído automaticamente.

## Armas
Twinsen's Odyssey inclui diversas armas adicionais que não existem em LBA. O Sabre, considerado a arma mais forte do jogo, foi conservado, mas só pode ser usado no fim da aventura. A bola mágica - que também foi conservada - pode ser usada desde o início.
Confira as armas:
- Bola Mágica (Magic Ball):  É uma esfera de energia que pode ser lançada por Twinsen. Quando Twinsen ganha um nível de magia, a bola pode quicar pelas paredes, objetos e chão. Mas quando a força mágica de Twinsen diminui, a bola não quica mais. A esfera mágica pode ser lançada para atacar inimigos e para ativar interruptores. Ela é indispensável em certos pontos do jogo. O poder da esfera pode ser promovido quando Twinsen termina algumas tarefas. Os níveis de poderes são:
  - Bola Mágica Amarela: A inicial e mais fraca do jogo. Só afeta Esmers disfarçados e seres de Twinsun.
  - Bola Mágica Verde: Consegue-se ao se formar na Escola de Magia. Afeta Esmers, exceto os com tiro vermelho. Aumenta o dano aos seres de Twinsun.
  - Bola Mágica Rouge: Consegue-se ao encontrar a Bola de Sendell. Afeta todos os Esmers. Aumenta mais o dano aos seres de Twinsun.
  - Bola Mágica Fogo: O último nível do jogo. Consegue-se ao juntar os quatro fragmentos de Zeelich. Afeta todos os Esmers. Máximo de dano aos seres de Twinsun.

- Sabre do Imperador (Emperor's Saber): A espada do Imperador é a última a ser encontrada no jogo, mas é considerada uma das mais fortes. O sabre do imperador funciona da mesma maneira que o sabre do LBA e é a única que pode derrotar os protetores do Imperador que ficam fora de seu palácio. O ataque mais poderoso da espada está na modalidade Esportivo quando  ela dá um salto para trás, e quando dá um para frente dá um ataque incrível. Mas o ataque mais eficaz é o do modo Agressivo, por causa da velocidade do ataque.

- Pistolaser (Laserpistol): Essa pistola de laser é dada a Twinsen pelos rebeldes. Ela solta uma rajada verde, que acerta diretamente, e o tiro não "cai" - coisa que acontece com as outras armas que soltam projéteis. Seu problema, é que o tiro demora a ser carregado, o que torna a arma inútil contra oponentes próximos. Mas é bastante eficaz contra inimigos que estão longe, além do que quando o tiro bate em algo, solta pedaços de cristal que podem acertar o alvo.

- Luva do Sub-Gás (Undergas Glove): A luva do sub-gás é encontrada em um "vilarejo" próximo à mina do Sub-Gás. Ela rebate certos projéteis dos inimigos, alguns que só podem ser acertados por elas.

- Zarabatana (Blowgun): A Zarabatana é uma arma parecida com as máquinas atiradoras que também aparecem no jogo. Ela lança pequenas bolas amarelas, que não são muito poderosas, apesar de ser uma arma boa para tiros de curta distância e longa distância. Apesar de ser muito fraca com certos inimigos, ela funciona como uma metralhadora e praticamente impossibilita a reação do oponente. O jogador ganha a arma na primeira metade do jogo ao passar por uma das provas da Escola de Magia, localizada na Ilha do Deserto. Quando Twinsen vai à Ilha dos Mosquibees e termina as provas deles, ele ganha uma arma chamada Zarabatron (Blowtron), mais forte que a Zarabatana.

- Dardos (Darts): Os dardos não têm quase nenhum uso no jogo, exceto em um minigame na Ilha do Deserto, onde Twinsen tem que acertar alguns patos de brinquedo enquanto eles se movem atrás de um balcão. Se ganhar o jogo, Twinsen será levantado por balões e cairá em um buraco que leva ao Templo de Bu.

- Feitiço do Raio: O Feitiço do Raio é recebido depois de Twinsen completar alguns desafios do Mago do Tempo na Ilha da Fortaleza. O Feitiço drena toda a energia mágica de Twinsen e mata todos os inimigos que estão na tela. É ele também necessário para conseguir a Bola de Sendell, importante passo na história.

- Feitiço de Proteção: Esse feitiço é achado numa caverna na Ilha do Deserto, e não é necessário para completar o jogo, apesar de ser muito útil. Ele drena lentamente a energia mágica, protegendo Twinsen dos ataques inimigos.

- Nitro-Méca-Pinguim: Esse robô pinguim caminha sempre em frente, e explode após 5 segundos. Ele difere um pouco do Méca-Pinguim do primeiro jogo, onde o pinguim explode no impacto. Além do mais, no LBA2 é possível carregar até 10 Méca-Pinguins.

## Personagens
| # | Personagem | Descrição |
| - | ---------- | --- |
| 1 | Twinsen    | É o herói dos dois jogos. Depois que Twinsen derrotou FunFrock no final de Little Big Adventure 1, Twinsun virou um lugar pacífico. Tudo calmo. Até que de repente, um tempestade pairou sobre a Ilha da Fortaleza. A primeira tarefa de Twinsen é ajudar o Mago do Tempo.                                                           |
| 2 | Zoé        | Mesmo grávida, a mulher de Twinsen não descansa, e dessa vez seu objetivo é curar Dino-Fly, seu dragão, que sofreu um grave acidente no início do jogo. Com esta ideia em mente, faz de tudo para ajudar Twinsen a encontrar a cura, mas quando os objetivos de Twinsen tomam outro rumo, cabe a ela ajudá-lo em sua difícil missão. |
| 3 | Dino-Fly   | Dragão voador do Twinsen, antes do início do jogo, ele é atingido por um raio, e tem que ser curado. |
| 4 | Sendell    | É a deusa de Twinsun. |
| 5 | Baldino    | É um dos melhores amigos de Twinsen. Ele e Twinsen viajam para Zeelich, planeta natal dos Esmers. |
| 6 | FunFrock   | Depois que Twinsen derrotou FunFrock, de algum modo ele disfarçou-se como um deus de Zeelich, No entanto, logo é revelado que ele deseja destruir Twinsun com a ajuda do imperador e sugar a Energia de Sendell. |

### Fins Comuns
- Little Big Adventure II, baseado no antigo site oficial de LBA 2.
- Encyclopedia Twinsunica[ligação inativa], uma Enciclopédia de Little Big Adventure.

### Fã-sites e Diretórios da Web
- Um Projeto de Diretório Aberto
- Magicball Network, uma comunidade da série LBA.
- Twinsun, primeiro fórum brasileiro sobre a série LBA com conteúdo dos jogos.